# 共振回路
共振回路（きょうしんかいろ、英: resonance circuitまたは英: resonant circuit）は電気回路のうち、コイルとコンデンサ間のエネルギー移動を利用した回路である。

## 直列共振回路
コンデンサとコイルを直列に接続した共振回路であり、特定の共振周波数で互いの電位を打ち消し合い、外からはインピーダンス（交流における抵抗）が0Ωに見える。

## 並列共振回路
コンデンサとコイルを並列に接続した共振回路であり、特定の共振周波数で互いの電流を打ち消しあい、外からはインピーダンスが無限大に見える。反共振(英: antiresonance)とも呼ばれる。このとき、コンデンサの内部に電力として蓄えられたエネルギーと、コイルの内部に磁力として蓄えられたエネルギーが、系の内部で互いに移動するため外部から見た場合にエネルギーの出入りが無い。

## 共振回路の利用
これらの回路は受信機の選局回路（同調回路）、フィルタ回路（濾波器）などに頻用される。
また、アンテナにおいては、電磁波の波長と空中線の素子（エレメント）の長さの関係がある一定の条件を満たした場合に、エネルギーの変換効率が最大となる。この現象も共振と呼ばれる。
共振周波数を測定する機器としてディップメータがる。